# Episodi di Sei forte, maestro (prima stagione)
La prima stagione della serie televisiva Sei forte, maestro è stata trasmessa in prima visione in Italia da Canale 5 nel 2000.
| nº | Titolo                        | Prima TV Italia  |
| -- | ----------------------------- | ---------------- |
| 1  | Arriva il supplente           | 11 giugno 2000   |
| 2  | Bambini senza frontiere       | 11 giugno 2000   |
| 3  | Il ribelle                    | 18 giugno 2000   |
| 4  | Ritorno in Africa             | 18 giugno 2000   |
| 5  | Il violino di Simone          | 25 giugno 2000   |
| 6  | Cliccando cliccando           | 25 giugno 2000   |
| 7  | Le paure dei padri            | 30 giugno 2000   |
| 8  | Ti ho visto stamattina        | 30 giugno 2000   |
| 9  | Qui Pro Quo                   | 9 luglio 2000    |
| 10 | Giochi pericolosi             | 9 luglio 2000    |
| 11 | Benedetta e la vanità         | 16 luglio 2000   |
| 12 | Occhi a mandorla              | 16 luglio 2000   |
| 13 | Sfregio                       | 23 luglio 2000   |
| 14 | Il perdono                    | 23 luglio 2000   |
| 15 | Una bugia tira l'altra        | 30 luglio 2000   |
| 16 | Scheletri e fantasmi          | 30 luglio 2000   |
| 17 | Vita nuova                    | 6 agosto 2000    |
| 18 | Arrivano le pagelle           | 6 agosto 2000    |
| 19 | Il cattivo maestro            | 13 agosto 2000   |
| 20 | Famiglie allargate?           | 13 agosto 2000   |
| 21 | Abbandoni                     | 20 agosto 2000   |
| 22 | La piccola detective          | 20 agosto 2000   |
| 23 | La mostra                     | 27 agosto 2000   |
| 24 | Una gita pericolosa           | 27 agosto 2000   |
| 25 | Il segreto di Benedetta       | 3 settembre 2000 |
| 26 | Con le buone si ottiene tutto | 3 settembre 2000 |
| 27 | Un amore magico               | 6 settembre 2000 |
| 28 | Al cuor non si comanda        | 6 settembre 2000 |

## Arriva il supplente
- Diretto da: Ugo Fabrizio Giordani
- Scritto da: Giovanni Lombardo Radice

### Trama
Emilio Ricci, maestro elementare, torna dopo qualche anno nella natìa Terni per prendere possesso della cattedra assegnatagli dalla scuola Michelangelo, il cui direttore è Giulio Labua, suo caro amico d'infanzia. Ma appena arrivato, a causa di un equivoco, cominciano a spargersi delle voci maligne su di lui, secondo le quali egli sarebbe uno spacciatore. Quando poi queste calunnie arrivano all'orecchio della signora Marzia Antoniazzi, presidente del circolo didattico, quest'ultima convoca Emilio per avere spiegazioni. Sebbene il maestro cerchi di discolparsi in tutti i modi, la signora Antoniazzi non crede alla sua versione e chiede una temporanea sospensione dal servizio per lui, in attesa di far luce su questa faccenda. Ma grazie all'intervento del padre di Emilio, il colonnello Vittorio Ricci, la verità viene a galla ed Emilio viene assunto con formula piena. Nel frattempo Emilio fa la conoscenza di Barbara Loriani, una giovane e bella maestra della sua stessa scuola, che casualmente viene ad abitare nel suo stesso palazzo, proprio nell'appartamento di fronte al suo, e che si scopre essere la fidanzata di Giulio.
- Altri interpreti: Chiara Mastalli (Giorgia Gasanti, sorella di Vittoria)

## Bambini senza frontiere
- Diretto da: Ugo Fabrizio Giordani
- Scritto da: Giovanni Lombardo Radice

### Trama
Tre alunni di Emilio, Alessandro, Martina e Daniele, vanno a fare visita, prima di entrare a scuola, ad un barbone, Giovanni, conosciuto come "Il principe", per portargli delle coperte e dei vestiti. Casualmente, durante la lezione Emilio fa una lezione sulle missioni di un gruppo di medici chiamato "Medici senza frontiere". Allora, i tre bambini decidono di seguire l'esempio di queste persone e durante la pausa mensa, escono di nascosto e portano al barbone il cibo che gli è avanzato dal pranzo, venendo però scoperti dalla signora Marzia Antoniazzi, presidente del circolo didattico. Nel frattempo Emilio è in difficoltà perché non riesce a mettere da parte la somma necessaria per pagare il viaggio in America alla figlia Sabrina.

## Il ribelle
- Diretto da: Alberto Manni
- Scritto da: Luca Monesi, Edoardo Petti, Roberto Scarpetti e Vinicio Canton

### Trama
Emilio è alle prese con Nicola, un suo alunno alquanto irrequieto che si scopre essere diventato così a causa della scoperta della verità sul suo vero padre, e con sua figlia Sabrina, che vive a Milano con la madre Ilaria e che gli chiede di poter venire a vivere con lui a Terni. Barbara e Giulio intanto cominciano ad entrare in forte crisi, poiché ella è stufa dell'atteggiamento del compagno che pensa più al suo romanzo che a lei. Anche Vittorio non se la passa tanto bene, avendo avuto un leggero collasso causato da tutti gli sforzi che fa quotidianamente, comportandosi come se avesse ancora vent'anni.

## Ritorno in Africa
- Diretto da: Neri Parenti
- Scritto da: Neri Parenti, Fausto Brizzi e Marco Martani

### Trama
Un collega di Emilio, Angelo Castagnola, ha un problema serio. La sua figlia adottiva, Emy, che è anche un'alunna di Emilio, sta per essere trasferita in Africa con i suoi zii, essendo scaduto l'affidamento, e teme che per lei sia difficile da accettare, considerando ormai lui e sua moglie Caterina i suoi genitori a tutti gli effetti. Decide quindi di provare, con l'aiuto di Emilio, a convincere gli zii di Emy a far rimanere la bambina in Italia. Intanto Barbara è in crisi con Giulio perché questi la trascura continuamente, preso com'è dalla sua seconda attività di scrittore. Barbara è alle prese con il nipotino di un anno, figlio di suo fratello che le affida per qualche giorno, e questa è l'occasione per parlare con Giulio della possibilità di avere un figlio, ma lui non sembra contento dell’idea.
- Altri interpreti: Augusto Zucchi (giudice)

## Il violino di Simone
- Diretto da: Ugo Fabrizio Giordani
- Scritto da: Alfredo Arciero, Gianluca Bomprezzi e Carla Scicchitano

### Trama
La scuola organizza uno spettacolo libero, dove ognuno può cimentarsi in ciò che preferisce. Simone vorrebbe recitare una poesia, ma per non deludere il padre, che vorrebbe suonasse il violino, decide di accontentarlo. Durante lo spettacolo però sbaglia alcuni passaggi e viene pesantemente sgridato di fronte ai suoi compagni e ai maestri. Emilio e Barbara allora cercano di convincere il padre di Simone a non insistere a far suonare il figlio; nonostante questi all'inizio non dia importanza alle loro parole, convinto che il futuro di Simone sia quello di diventare musicista, come tra l'altro voleva diventare anche lui, alla fine si rende conto del proprio errore e permette a Simone di coltivare liberamente i suoi interessi di bambino.
- Altri interpreti: Tatiana Winteler (Gisella, amica di Lucina)

## Cliccando cliccando
- Diretto da: Ugo Fabrizio Giordani
- Scritto da: Gianluca Bomprezzi e Carla Scicchitano

### Trama
Durante una lezione di informatica, Daniele comincia ad utilizzare il computer per conto suo per contattare il fratello Marcello, che da più d'un anno è andato via di casa; ma viene sorpreso dalla signora Antognazzi che, pensando che i maestri non controllino accuratamente i bambini mentre usano i computer, si oppone al loro utilizzo. Quando poi tramite un tecnico si scopre che qualcuno è andato a visitare alcuni siti porno, chiede, insieme ad alcuni genitori, la sospensione del collegamento ad internet. Si scoprirà poi che quel sito, che si pensava fosse opera di uno tra gli allievi, era stato invece visitato dai tecnici che avevano installato internet. Nel frattempo Daniele riesce, con l'aiuto di Emilio, a contattare Marcello, il quale viene a trovarlo a scuola e si riappacifica anche con i genitori.

## Le paure dei padri
- Diretto da: Alberto Manni
- Scritto da: Nicoletta Capone, Stefano Della Porta, Fausto Brizzi e Marco Martani

### Trama
Anita organizza a casa sua una caccia al tesoro, alla quale vorrebbe partecipassero tutti i compagni. Matteo però ha il problema della severità del padre, il Capitano Sandrelli che, a parte quando egli è a scuola, non gli permette di stare in nessun posto se non sotto la sua sorveglianza. Dopo aver inutilmente tentato Matteo di ottenere il permesso di partecipare, Emilio, con l'aiuto di Vittorio che tra l'altro è un vecchio superiore del Capitano, riesce a convincerlo a vincere questa paura di lasciare solo il figlio.
- Altri interpreti: Paolo De Vita (capitano Sandrelli, papà di Matteo)

## Ti ho visto stamattina
- Diretto da:
- Scritto da:

### Trama
Anita, un’alunna della 4ªA, ha visto il padre baciare un’altra donna ed è strana insospettendo Emilio che le chiede spiegazioni e a cui la bambina confessa ciò che ha visto. Emilio lo dice al padre della bambina che lo confessa alla moglie, i genitori litigano e Anita scappa di casa, Barbara ed Emilio la trovano e i genitori si riappacificano.
Sabrina nel frattempo vuole andare in discoteca con dei ragazzi appena conosciuti, Emilio non vuole ma lei ci va di nascosto rischiando di mettersi nei guai, per fortuna l’arrivo del nonno risolve tutto. Il giorno dopo la ragazza presa dai senti di colpa confessa tutto al padre che la perdona
Altri interpreti: Lorenzo Majnoni (papà di Anita) , Gabriella Saitta (Gabriella, mamma di Anita)

## Qui Pro Quo
- Diretto da: Ugo Fabrizio Giordani
- Scritto da: Fausto Brizzi, Marco Martani, Gianluca Bomprezzi e Carla Scicchitano

### Trama
É il giorno del compleanno di Sabrina e la madre arriva da Milano per farle una sorpresa, nei giorni in cui rimane a Terni si rende conto di quanto la figlia si trovi bene a vivere con il padre e che non vuole tornare a vivere con lei.
Emilio viene ospitato da Barbara a dormire a casa sua vista la presenza della ex moglie, ma Giulio sapendo che il suo amico ha dormito a casa della sua ex si ingelosisce e crede che tra i due possa esserci qualcosa facendo una scenata di gelosia che delude sia Emilio che Barbara.
Nel frattempo Barbara ed Emilio sono i confidenti dei problemi d’amore di Sara e Simone che si piacciono, ma non riescono a dirselo. Grazie ad Emilio, Simone riuscirà a dichiararsi.

## Giochi pericolosi
- Diretto da:
- Scritto da:

### Trama
Alessandro viene deriso dai suoi compagni di classe che lo ritengono un secchione; decide così, per farsi accettare, di cimentarsi nella costruzione di esplosivi. Nonostante Emilio lo esorti a lasciar perdere, Alessandro non lo ascolta e costruisce una vera e propria bomba, con l'intento di farla esplodere in un campo vicino alla scuola. Ma poi, quando rimane intrappolato al suo interno durante la fuga e viene salvato da Emilio poco prima dell'esplosione, capisce il suo errore. Intanto Lilli decide di farsi la liposuzione, per paura che Bruno non la ami e la lasci da un momento all'altro, ma con l'aiuto di Barbara cambia idea.
Emilio esce con Claudia e la serata finisce con un bacio.

## Benedetta e la vanità
- Diretto da: Alberto Manni
- Scritto da: Giovanni Lombardo Radice e Luca Monesi

### Trama
Emilio decide di fare, anziché il solito giornalino di classe, un vero e proprio TG, ma Benedetta ci rimane male perché Emilio vuole far fare un servizio a tutti i suoi alunni, mentre vuole essere solo lei a fare la conduttrice, come tra l'altro le era stato promesso dalla maestra di ruolo Paola Baiocchi. Così racconta tutto alla madre, la quale, dopo aver tentato invano di far cambiare idea ad Emilio, riferisce tutto alla Baiocchi, sua intima amica. Quest'ultima convoca Emilio per dirgli che se non farà fare a Benedetta la conduttrice esclusiva del TG, riprenderà il suo posto di insegnante di ruolo; ma anche stavolta Emilio si oppone, e la Baiocchi decide di ritornare, costringendolo ad andarsene. Benedetta allora si sente in colpa e chiede alla madre e alla Baiocchi, riuscendoci, di lasciar rimanere Emilio a scuola. Tra Giulio e Barbara tira ancora aria di crisi, come per Sabrina che assiste di nascosto ad un bacio tra Michele e la sua ex, pensando che lui la stia tradendo: invece era stata lei a baciarlo alla sprovvista, contro la sua volontà. Durante la cena, però Giulio si presenta a casa di Emilio, dove c'è anche Barbara, e le fa una proposta di matrimonio di fronte a tutti i presenti, cosa che la stupisce profondamente.
Altri interpreti: Tatiana Winterler (Gisella, amica di Lucina)

## Occhi a mandorla
- Diretto da:
- Scritto da:

### Trama
Sun Chi viene preso di mira da alcuni bulli che gli ordinano di portare loro periodicamente dei soldi. Il bambino, spaventato, non parla con nessuno di questa situazione e comincia a rubare qua è là delle piccole somme, consegnandole poi ai suoi persecutori, che però continuano a chiedergli sempre di più, arrivando anche a picchiarlo quando si presenta a mani vuote. Ma Emilio e Barbara, che notano lo strano comportamento del loro allievo e i lividi delle botte ricevute, riescono a farsi spiegare cosa è successo e, con uno stratagemma, incastrano i bulli di Sun Chi facendoli arrestare. Vittorio intanto litiga con Lucina poiché, col fatto che non sono sposati è costretto a spacciare lei come la sua compagna, laddove vorrebbe definirla sua moglie a tutti gli effetti, ma dopo una breve guerriglia, i due si riappacificano, mentre Giulio e Barbara annunciano ufficialmente che hanno deciso di sposarsi, notizia che ovviamente non viene presa bene da Emilio.

## Sfregio
- Diretto da: Ugo Fabrizio Giordani
- Scritto da: Alfredo Arciero, Edoardo Petti, Roberto Scarpetti, Nicoletta Capone, Stefano Della Porta e Luca Monesi

### Trama
Barbara accompagna la sua classe in gita ad un museo di Perugia, al termine della quale viene trovato un quadro sfregiato da un segno di pennarello, e i custodi, avendolo notato solo adesso pensano sia stato qualche allievo della Michelangelo. Dopo una breve indagine, vengono ritenuti colpevoli Federico e Nicola per aver sfregiato il quadro, e Barbara per non averli sorvegliati e non essere intervenuta al momento dell'accaduto. Ma grazie ad una storia raccontata da Vittorio ad Emilio sul suo passato da colonnello, la verità viene a galla: lo sfregio era già presente da diversi anni, ma nessuno se n'era mai accorto perché il quadro, una volta acquistato era stato messo subito nei magazzini e messo in esposizione il giorno stesso della gita.

## Il perdono
- Diretto da: Ugo Fabrizio Giordani
- Scritto da: Patrizia Fassio, Domenico Matteucci.

### Trama
Monica è un'alunna della 4 A che vive in una casa famiglia. Ornella, la sua tutrice, racconta al maestro Emilio la triste storia di Valeria, la madre della bambina.

## Una bugia tira l'altra
- Diretto da: Alberto Manni
- Scritto da: Antonio Piazza, Fabio Grassadonia, Gianluca Bomprezzi, Carla Scicchitano, Nicoletta Capone e Stefano Della Porta

### Trama
Daniele da alcuni giorni marina la scuola per andare a vendere degli oggetti per strada, cercando così di risolvere i problemi economici dei genitori. Giulio viene contattato da Gemma, una sua ex, che avendo dei dubbi sulla paternità del figlio, somigliante tantissimo a lui, gli chiede di fare il test del DNA, che però fortunatamente darà risultato negativo con grande sollievo sia di Giulio che di Barbara. Sabrina è arrabbiata col padre per la sua decisione di andarsene, soprattutto a seguito dell'assegnazione ad Emilio di una supplenza in una scuola di Milano.

## Scheletri e fantasmi
- Diretto da:
- Scritto da:

### Trama
Di fronte alla scuola viene ritrovata, durante dei lavori, una bara contenente uno scheletro di un cavaliere medievale, e gli alunni di Emilio si convincono che ora la sua anima sia stata liberata e cerchi vendetta in quelli che hanno assistito al ritrovamento della bara. Giulio e Barbara, intanto, non volendo che Emilio se ne vada, cercano di convincere la Baiocchi a restare a casa ancora un po', ma senza risultato. Emilio che viene a sapere tutto, si rende conto di non farcela più a sopportare questa situazione, e scrive una lettera a Barbara, rivelandole quali sono i suoi sentimenti per lei. Dopo aver risolto il problema del fantasma con i suoi allievi, e in particolare con Alessia, che pensava di essere la principale responsabile, spedisce la lettera a casa di Barbara, sapendo che quando la leggerà sarà ormai lontano. Ma poco prima della partenza, arriva la notizia che la Baiocchi ha deciso all'ultimo di non fare rientro a scuola, consentendo così ad Emilio di rimanere. Anche se un po' titubante all'inizio, alla fine Emilio decide di restare, con grande gioia dei suoi alunni.

## Vita nuova
- Diretto da: Ugo Fabrizio Giordani
- Scritto da: Luca Monesi, Gianluca Bomprezzi e Carla Scicchitano

### Trama
Vittorio e Lucina hanno deciso di sposarsi, Lilli è ancora gelosa del marito per via dei suoi numerosi impegni di lavoro. Simone assiste ad uno scippo di una vecchietta ma non ha il coraggio di testimoniare perché è stato ricattato dai rapinatori. Poi troverà il coraggio di farlo e i rapinatori verranno arrestati grazie alla sua testimonianza.
Nel frattempo Emilio tenta di recuperare la lettera d’amore che ha scritto e inviato a Barbara, confidandosi con Lucina.
Torna Ilaria, la mamma di Sabrina, che conosce il fidanzato della figlia, e comunica che le è stato offerto un lavoro a Vienna e per questo motivo Sabrina rimarrà ancora a Terni con il padre per la gioia di tutti.

## Arrivano le pagelle
- Diretto da:
- Scritto da:

### Trama
Arriva il famigerato giorno della consegna delle pagelle. Sabrina, sebbene sappia che non avrà dei giudizi positivi per via del suo scarso impegno, non si sente preoccupata, pensando che il padre sarà comprensivo con lei. Ma le sue speranze si rivelano vane: infatti Emilio si rivela tutt'altro che soddisfatto dell'andamento della figlia e le fa una bella ramanzina. Dopo un breve litigio però, i due si riappacificano ed Emilio rivela alla figlia l'esistenza della lettera che ha spedito a Barbara e che deve fare in modo che non arrivi a lei, e le chiede di aiutarlo ad intercettarla. Per una serie di circostanze, la mattina dopo la lettera finisce nelle mani di Vittorio, che però sbadato com'è la perde subito. Nel frattempo Giorgia, un'amica di Sabrina nonché sorella maggiore di Vittoria, un'alunna di Emilio, matura l'idea di scappare di casa per evitare di far vedere la pagella ai genitori, anche se alla fine, con l'intervento di Emilio cambierà idea e rinuncerà alla fuga.
Altri interpreti: Chiara Mastalli (Giorgia Gasanti, sorella di Vittoria)

## Il cattivo maestro
- Diretto da: Alberto Manni
- Scritto da: Giovanni Lombardo Radice, Nicoletta Capone e Stefano Della Porta

### Trama
Emilio è bloccato a casa con la febbre, e viene temporaneamente sostituito dal maestro Randa, che però ben presto si rivela un insegnante anomalo: infatti, prende di mira Nicola umiliandolo di fronte alla classe, arrivando addirittura a mettergli le mani addosso "per correggerlo". Nonostante Barbara, venuta a conoscenza della situazione e credendo nell'innocenza di Nicola, faccia di tutto per porre rimedio, Randa riesce ad avere la meglio. Allora interviene Emilio, seppur ancora malato e tramite uno stratagemma incastra il suo collega facendolo cacciare. Nel frattempo, Rita la figlia di Maria, venuta a Terni per sfuggire al compagno violento, decide di fare causa a quest'ultimo per i continui maltrattamenti verso lei ed il figlio, e non avendo i soldi necessari per pagare l'avvocato, interviene Tito che si offre di prestarle tale somma. Claudia, intanto grazie a Sabrina e Michele, viene selezionata per una parte in una fiction.
Altri interpreti: Giampaolo Morelli (maestro Randa), Emanuele Vezzoli (Cerquetti, regista)

## Famiglie allargate?
- Diretto da:
- Scritto da:

### Trama
Sara, da qualche tempo si comporta scontrosamente con i compagni e comincia ad avere la balbuzie. Emilio e Barbara scoprono che il motivo è la decisione della madre di sposarsi con il compagno, il che comporterebbe l'entrata in famiglia dei figli dello stesso, non visti di buon occhio dalla bambina, ma che fortunatamente più avanti diverranno suoi cari amici. Lilli ancora una volta, non riesce a tenere a freno la sua gelosia e ricomincia a frugare tra i vestiti del marito Bruno, che cogliendola in flagrante e stanco del suo comportamento ossessivo, decide di andarsene di casa. Sabrina è in crisi con Michele, che riceve continuamente chiamate dalla sua ex che gli chiede di tornare con lui. Giulio e Barbara sono sempre presi dai preparativi delle nozze, salvo alcuni piccoli litigi qua e là.

## Abbandoni
- Diretto da: Ugo Fabrizio Giordani
- Scritto da: Alfredo Arciero, Dario Piana e Bianca Maria Vaglio

### Trama
Alessandro, un alunno di Emilio, trova davanti alla scuola un gattino nascosto nel bidone della spazzatura, che poi prende e porta a scuola. Poi lo chiama Fortunello, Il gattino sparisce a casa sua durante la notte e lui se la prende con i suoi genitori, pensando che siano stati loro.

## La piccola detective
- Diretto da:
- Scritto da:
- Altri interpreti: Emanuele Vezzoli (Cerquetti, regista)

## La mostra
- Diretto da: Alberto Manni
- Scritto da: Nicoletta Capone e Stefano Della Porta

## Una gita pericolosa
- Diretto da:
- Scritto da:

### Trama
Mentre gioca in giardino, Emy, la figlia di Angelo Castagnola, cade a terra e viene punta da una siringa. Il padre, preoccupato che questa possa essere stata dimenticata da uno spacciatore, la porta all'ospedale per farla analizzare, venendo poi a sapere che era stata utilizzata da un tizio di nome Alberto, con un passato da tossicodipendente. I compagni di Emy, preoccupati di un eventuale contagio, cominciano ad emarginare la loro compagna, con grande dispiacere di Angelo e sua moglie Caterina, quando ad un tratto questi vengono contattati da Alberto, che spiega loro che la siringa non l'aveva ancora usata quando l'aveva lasciata nel cortile, e che inoltre egli è pulito da diverso tempo, non essendoci quindi alcuna possibilità di contagio. A scuola, Lilli, con sua grande sorpresa, incontra Bruno che le chiede di parlarle, così durante una cena i due si rimettono insieme e Lilli informa il marito, con sua grande felicità, che aspettano un figlio. Nel frattempo, Lucina ritrova nell'elenco telefonico la famosa lettera di Emilio e decide di tenerla per sé.

## Il segreto di Benedetta
- Diretto da: Ugo Fabrizio Giordani
- Scritto da: Gianluca Bomprezzi, Carla Scicchitano e Luca Monesi

## Con le buone si ottiene tutto
- Diretto da:
- Scritto da:

### Trama
Un tizio di nome Fernando Di Stefano, autore di alcune piccole truffe, dopo essere riuscito a sfuggire all'arresto, s'introduce nella Michelangelo prendendo in ostaggi tutti i bambini della IV A e Barbara. Durante il sequestro, racconterà a Barbar e ai bambini della classe il suo passato: dopo due anni di galera a causa delle sue solite truffe, è stato lasciato dalla moglie Giulia, fuggita insieme alla figlia Mirella. Barbara nel sentire la sua storia, si impietosisce e cerca, senza successo, di far ragionare Fernando facendogli capire che così facendo non risolve nulla. Ciò nonostante, il giorno dopo Fernando viene arrestato grazie ad un eroico gesto di Emilio che, introdottosi nella scuola, riesce a disarmarlo. Risoltosi tutto per il meglio, Emilio deve riaffrontare il suo problema di trovare un pretesto per non fare da testimone al matrimonio di Giulio e Barbara, e decide di ricorrere ad una scusa suggeritagli da Vittorio: il fine settimana in cui si sposano i suoi amici deve incontrare una certa "Marcella, sua amica di infanzia trasferitasi anni prima in Australia". Stranamente, Giulio e Barbara sembrano credere a tale storia. Claudia, intanto lascia la casa di Barbara, rassegnatasi all'idea che la storia tra lei ed Emilio sia ormai un capitolo chiuso.
- Altri: Maria Pia Calzone (sign.ra Gasanti, madre di Vittoria)

## Un amore magico
- Diretto da: Alberto Manni
- Scritto da: Fausto Brizzi, Marco Martani e Giovanni Lombardo Radice

### Trama
Alessia, Martina e Matteo si recano da un mago di nome Elpidius, conosciuto in tutta Terni, per chiedergli come fare per far rimanere Emilio anche l'anno venturo. Questi gli consiglia di fare una specie di rito, che consiste nel bere una bevanda magica chiamata "filtro del Polo Nord", che farà sì che il loro maestro non parta. Emilio, venuto a conoscenza di tutto, dopo aver cercato invano di dissuadere i suoi alunni va dal mago Elpidius per sapere cosa gli abbia dato esattamente da bere, scoprendo così che, a causa di un disguido Elpidius ha dato involontariamente ai bambini una boccetta di cicuta; fortunatamente riesce ad arrivare a scuola un attimo prima che Alessia, Martina e Matteo si avvelenino. Barbara viene derubata durante la notte, di tutti i regali di nozze, compreso un ciondolo regalatogli da sua nonna da bambina, che però fortunatamente riesce a recuperare, mentre Emilio mosso a compassione per l'incidente capitato a Barbara, si offre nuovamente di fare da testimone a lei e Giulio.

## Al cuor non si comanda
- Diretto da:
- Scritto da:

### Trama
Gli alunni della IV A, tutti promossi alla classe successiva, fanno un regalo di nozze a Giulio e Barbara, cantandogli un'allegra canzone a casa di Emilio. Ma i futuri sposi sembrano tutt'altro che felici, anche se tentano di nasconderlo l'uno all'altro. La sera prima delle nozze Giulio reduce da un addio al celibato, s'incontra con Emilio e, anche se in consciamente, riesce a confessargli la verità, e cioè di aver scoperto che il suo amico è innamorato di Barbara, e gli chiede di non venire al matrimonio. Così Emilio la mattina dopo, dice a Barbara, già in abito da sposa, che deve rientrare subito a Milano perché a casa sua c'è stato un furto, e quindi non sarà presente. Barbara la prende malissimo e, dopo averlo accompagnato alla stazione e provato inutilmente a fargli cambiare idea, confessa il suo amore per lui a Vittorio e Lucina. Quest'ultima allora, le consegna la lettera di Emilio, facendole capire che anche lui la ama. Allora Barbara decide di mandare a monte il matrimonio e, raggiunto Emilio alla stazione successiva, i due finalmente si baciano.